# Maik Kegel
Maik Kegel (* 8. Dezember 1989 in Dresden) ist ein deutscher Fußballspieler.

## Karriere

### Im Verein
Im Jahr 2007 schaffte der offensive Mittelfeldspieler Kegel den Sprung aus der A-Jugend in die erste Mannschaft von Dynamo Dresden. Parallel dazu absolvierte er eine Ausbildung zum Maler und Lackierer. Kegel absolvierte zwischen 2008 und 2011 insgesamt 72 Drittligaspiele für den sächsischen Hauptstadtklub und erzielte dabei sieben Treffer. In der Saison 2010/11 stieg er mit Dynamo Dresden in die 2. Bundesliga auf. Nach dem Aufstieg kam er unter Trainer Ralf Loose jedoch nur noch sporadisch zum Einsatz, weswegen er seinen zum Ende der Spielzeit 2011/12 auslaufenden Vertrag nicht verlängerte. Stattdessen unterschrieb Kegel am 12. April 2012 einen Zweijahresvertrag beim sächsischen Rivalen Chemnitzer FC in der 3. Liga.
Zur Saison 2014/15 wechselte Kegel ablösefrei zum Ligakonkurrenten Holstein Kiel.
Zur Saison 2016/17 wechselte er zum Drittligisten SC Fortuna Köln. Fast drei Jahre, nur unterbrochen von Verletzungen, war er dort als Spielmacher für die Erfolge seiner Mannschaft maßgeblich verantwortlich, bis am 15. März 2019 ein erneuter Kreuzbandriss im Spiel gegen den KFC Uerdingen seine Karriere unterbrach. Den Abstieg des SC Fortuna Köln in die Regionalliga am Ende der Saison 2018/19 musste er von der Tribüne aus mitverfolgen. Sein Vertrag endete zum 30. Juni 2019. Seit Mitte November 2019 trainierte er wieder mit der ersten Mannschaft des SC Fortuna Köln, um sein altes Fitnessniveau zu erreichen. Am 5. März 2020 erfolgte in Köln die Unterzeichnung eines neuen Spielervertrages.

### Nationalmannschaft
Maik Kegel bestritt insgesamt vier Länderspiele für die U-17- und U-20-Nationalmannschaft.